# Busbahnhof 1 Melitopol
Der Busbahnhof 1 Melitopol (ukrainisch Автостанція № 1 Мелітополь – wörtlich: Autostation Nr. 1 Melitopol) ist ein Busbahnhof in der ukrainischen Stadt Melitopol auf der Interkulturna-Straße (Вулиця нтеркультурна) 204a.

## Beschreibung
Der Busbahnhof befindet sich nahe der Ecke Interkulturna-Straße und Wojiniw-Internazionalistiw-Straße (Вулиця Воїнів-Інтернаціоналістів). Das zweistöckige Empfangsgebäude aus Stahlbeton wurde Anfang der 1990er Jahre, im Zuge des Baus einer Umgehungsstraße um das Stadtzentrum errichtet.
Die Bussteige sind nicht überdacht und das Gelände des Busbahnhofs ist nicht abgesperrt. Private Autos nutzen das Gelände daher auch als Parkplatz und bringen Reisende mit dem Auto direkt bis an die Bussteige. Ein Umbau, im Zuge dessen die Bussteige überdacht werden sollten, war für das Jahr 2012 geplant.
Busverbindungen bestehen u. a. nach Odessa, Rostow am Don, Donezk, Dnipro und Simferopol. Es gibt auch eine Linie zum Fernbusbahnhof des Oblastzentrums.
Dieser Busbahnhof dient nur dem Fernbusverkehr. Der Regionalverkehr wird über den die Busbahnhof 2 Melitopol nahe dem Zentralmarkt (Центральный рынок) abgewickelt. Kleinbusse verbinden beide Busbahnhöfe.
Da der Großteil des Gebäudes vermietet wurde, steht den Reisenden nur ein minimaler Service (Ticketverkauf und Imbiss) zur Verfügung.